# Institut national des jeunes sourds de Paris
Pour les articles homonymes, voir Institut national des jeunes sourds.
L'Institut national des jeunes sourds de Paris (INJS, également surnommé Institut Saint-Jacques) est un institut français d'enseignement gratuit spécialisé dans l'éducation des jeunes sourds. Fondé en 1791, il est situé au 254, rue Saint-Jacques, dans le 5e arrondissement de Paris, depuis 1794. C'est l'un des plus anciens établissements scolaires pour sourds au monde.

## Historique
En 1772, douze ans après la création de la première école pour sourds au monde, la Dumbie House (en) d'Édimbourg en Écosse en 1760, le prêtre français Charles-Michel de L'Épée (1712-1789) établit une école informelle pour les jeunes sourds, chez lui,  à Paris, au numéro 14 de la rue des Moulins, afin de développer une nouvelle méthode pédagogique rivale des recherches de Jacob Rodrigue Pereire, qui travaille sur le sujet depuis 1734 et éduque des jeunes sourds à son domicile parisien depuis 1749. Les recherches de financement de l'abbé de l'Épée sont difficiles car l'archevêché de Paris refuse de l'aider, en raison de sa réputation de janséniste.
Le 21 novembre 1778, Louis XVI finit par lui attribuer une pension de 6 000 livres sur sa cassette personnelle, sur arrêt du Conseil du Roi, avant d'assurer la pérennité matérielle de l'établissement en le prenant à sa charge. Il place l'institution sous protection royale et lui accorde une subvention.
Un arrêt de 1785 (25 mars) érige l'institution en établissement d'éducation et ordonne son transfert au couvent des Célestins. Le monastère des Célestins ayant été supprimé en 1778, son patrimoine était revenu à l'État (les rois de France étant statutairement « avoués du Clergé »).
L'abbé de L’Épée décède en 1789 et l'abbé Sicard lui succède à la tête de cette institution.
Le 21 juillet 1791 un projet de décret propose de créer l'Institution des sourds-muets de Paris afin de poursuivre de l'œuvre philanthropique de l'abbé de L'Épée. Cette loi, votée le 29 juillet, honorait ce bienfaiteur en portant son nom au rang des citoyens ayant mérité de la Patrie et réattribuait à l'établissement les biens de l'ancien couvent précédemment légués par le Roi, afin qu'ils ne figurent pas dans la liste des biens nationaux destinés à la vente.
Le 28 septembre 1791, l’école des aveugles de Valentin Haüy rejoint l’école des sourds au couvent des Célestins ; le 17 février 1792 est publié le premier règlement de l’Institution des sourds-muets et des aveugles-nés,.
Le 13 février 1793, l'abbé Sicard demande la séparation des deux écoles ; la convention nationale autorise, le 14 février 1794, les comités d’aliénation et de secours publics à placer les sourds-muets dans l'ancien séminaire Saint-Magloire, où se trouve toujours l'INJS aujourd'hui, à l'angle de la rue Saint-Jacques et de la rue des deux églises (qui sera renommée Rue de l'Abbé de l'Epée en 1846), et ils s'y installent le 4 avril 1794,.
Un décret de la Convention du 5 janvier 1795 assimile l’institution des sourds-muets de Bordeaux à celle de Paris et les réglemente. À la fin de l’année 1800, Jean Itard est nommé médecin de l’Institution parisienne, et le restera jusqu’à sa mort en 1838.
Les bâtiments sont reconstruits en 1823 par Antoine-François Peyre.

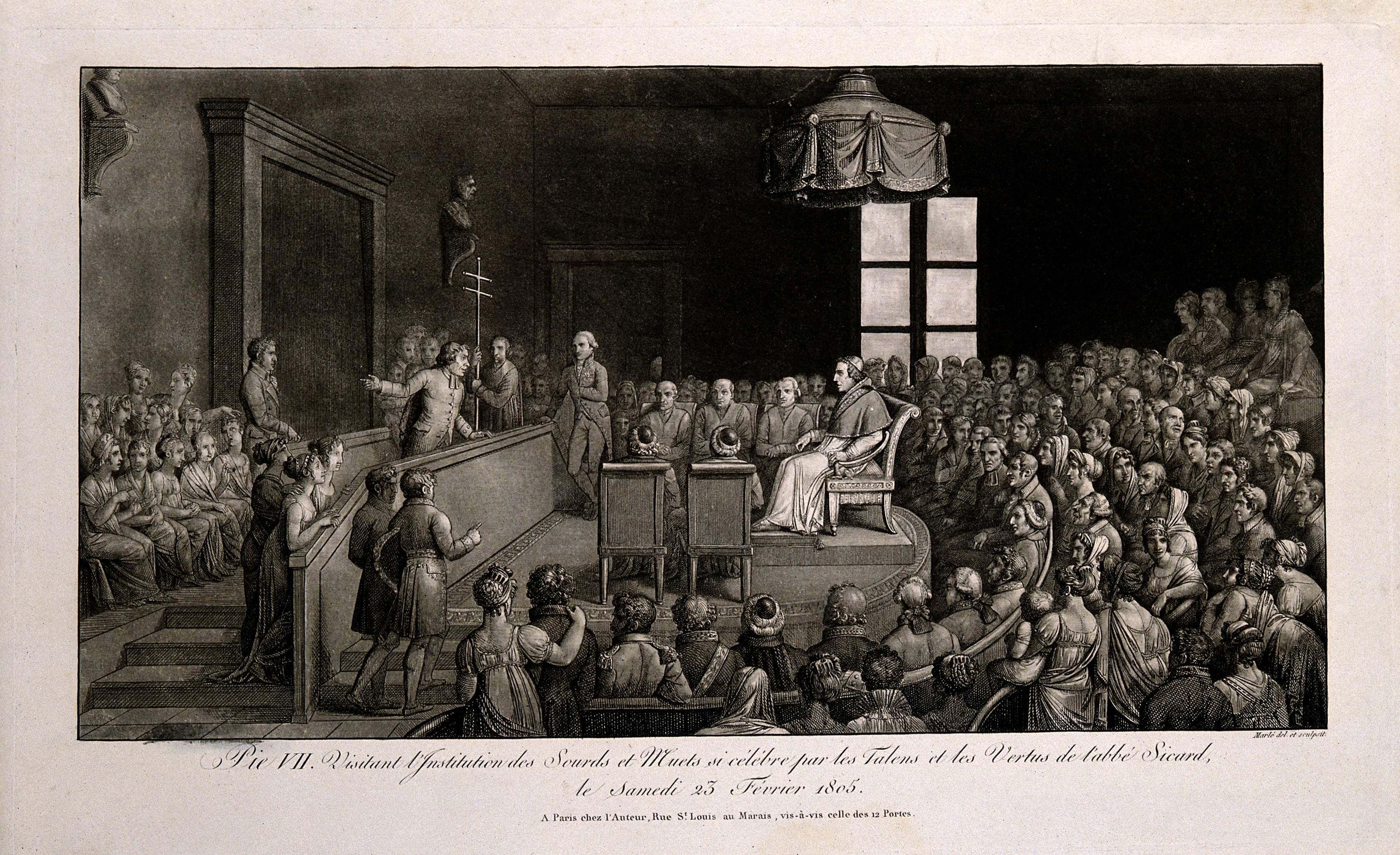
L'institut en 1805.
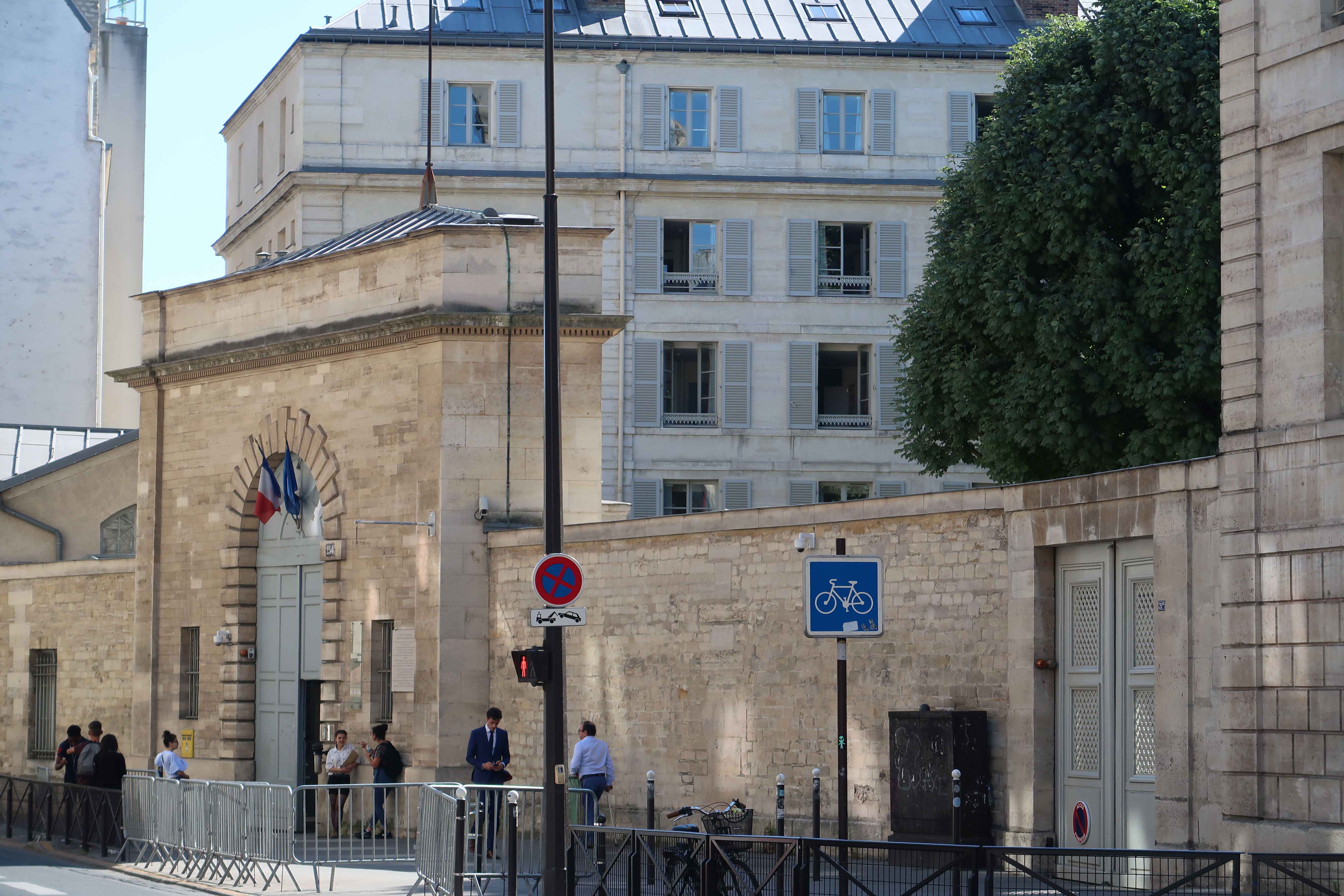
Portail d'entrée.
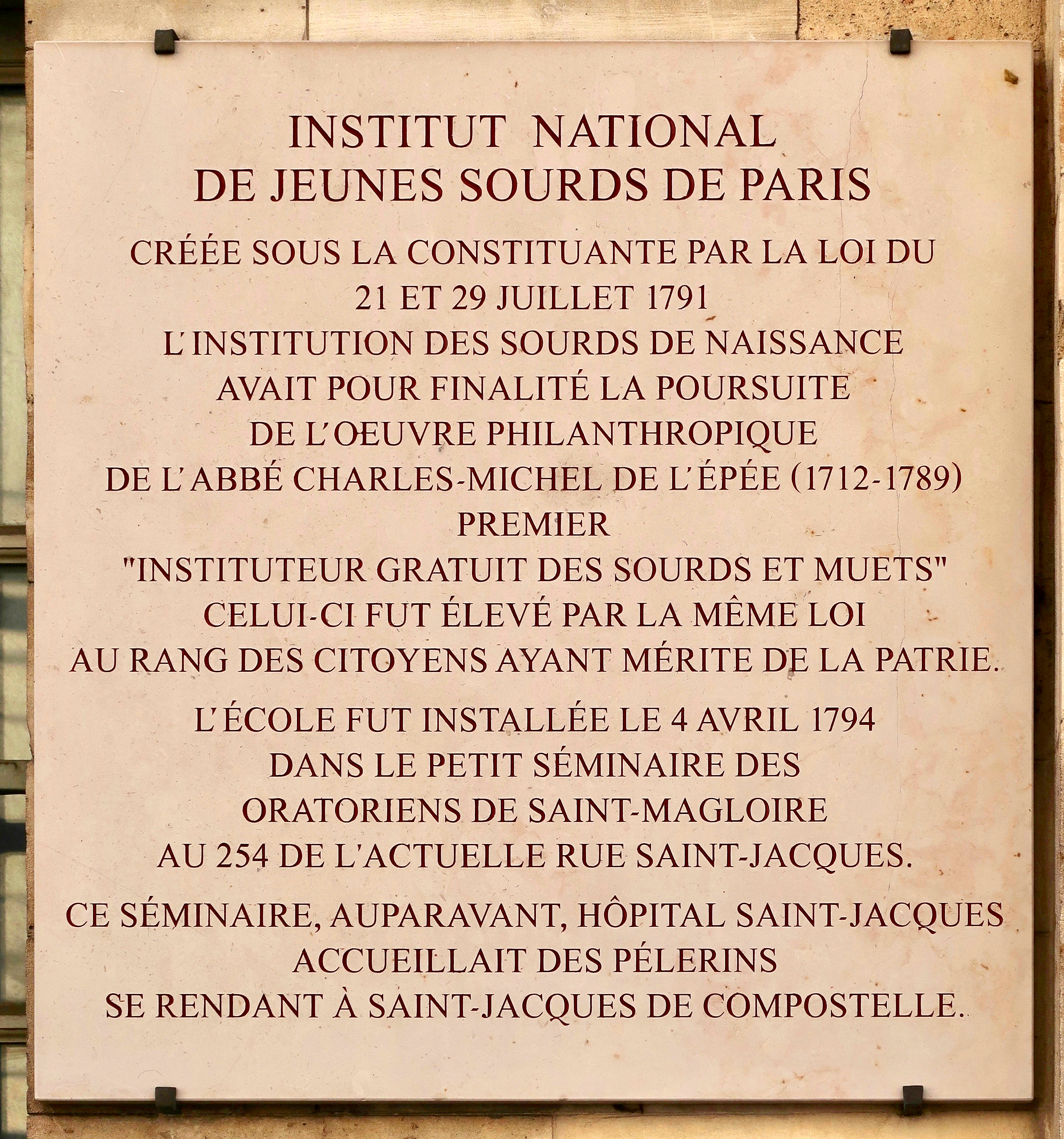
Plaque commémorative devant l'entrée.

## Élèves ou/et professeurs sourds
- Pierre Adeline
- Pierre Bernhard
- Josef Albert Soult Berg
- Ferdinand Berthier
- Armand Berton
- Lucien Blanvillain
- Jacques-Henri de Bourbon
- Guy Bouchauveau
- Bruno Braquehais
- Paul Choppin
- Isaac-Etienne Chomel
- Laurent Clerc
- David Comberry
- René Dunan
- Ernest Dusuzeau
- Claudius Forestier
- Henri Gaillard
- Luca Gelberg
- Joseph Henrion
- Édouard Huet
- Alphonse Lenoir
- Félix Martin
- Jean Massieu
- Émile Joseph Mercier
- Lucien Morel
- Eugène Née
- René Princeteau
- Frédéric Peyson

## Directeurs, professeurs et docteurs
- Abbé de L'Épée
- Abbé Sicard
- Louis François Joseph Alhoy
- Roch-Ambroise Auguste Bébian
- Jean Itard
- Ludovic Goguillot
- Jules François René Ladreit de la Charrière
- André Castex
- Théophile Denis
- Charles Cros
- Laurine Duler (réceptrice)
- Louis-Pierre Paulmier
- Pierre Michel Adam (professeur de gravure)

## L'institut dans l'art

### Cinéma
- L'Enfant sauvage de François Truffaut (1970) a été tourné dans les locaux de l'institut. Une place située dans l'institut porte le nom du réalisateur.
- En 1977, François Truffaut retourne à l'Institut pour choisir un enfant sourd pour son film La Chambre verte. Dix élèves sont réunis et c'est le jeune Patrick Maléon, 13 ans, qui est sélectionné. Il a pour partenaire dans le film Truffaut lui-même et Nathalie Baye.

### Clip
- Le 12 novembre 2024, le groupe sourd sud-coréen Big Ocean choisissent cet institut pour le clip de Flow[11].